# Тодор Кръстев (футболист)
Вижте пояснителната страница за други личности с името Тодор Кръстев.
Тодор Кръстев Николов (1 юни 1945 – 9 май 2000) е български футболист, вратар. Клубна легенда на Берое (Стара Загора). Играл е също в Сливен. Общо има 337 мача в А група.

## Биография
Роден в Долна Митрополия. Играл е за Берое (1964 – 1974, 1977 – 1981) и Сливен (1974 – 1977). Има 337 мача в А група. Бронзов медалист през 1972 г. с Берое. Има 8 мача за А националния отбор (1967 – 1977), 1 мач за Б националния и 3 мача за младежкия национален отбор. Сребърен медалист от ОИ-1968 в Мексико. „Майстор на спорта“ от 1968 г. Награден със сребърен орден на труда през 1968 г. За Берое има 8 мача в евротурнирите (6 за КНК и 2 за купата на УЕФА). Двукратен носител на Балканската клубна купа през 1968 и 1969 г. с Берое. Притежава добри рефлекси, с верен поглед върху играта.